# Felice (vescovo di Firenze)
Felice (... – post 313) è stato un vescovo italiano, primo vescovo storicamente provato di Firenze.

## Biografia
Nel 313 è infatti tra i presenti a Roma al Concilio tenuto da papa Milziade contro l'eresia del donatismo. A quell'epoca la Chiesa fiorentina era una semplice comunità di fedeli non organizzati. Per avere una base organizzativa della diocesi si dovrà attendere l'operato di san Zanobi circa un secolo dopo.
Dopo di lui la serie tradizionale di vescovi fiorentini presenta molti nomi non provati storicamente.